# Dark Horse (Nickelback)
Dark Horse è il sesto album in studio dei Nickelback. È prodotto con Robert Lange, che ha prodotto anche il famoso album Back in Black con la band australiana AC/DC.
Il primo singolo, Gotta be somebody, è stato pubblicato il 29 settembre 2008 mentre il secondo è uscito il 31 ottobre dello stesso anno dal titolo, Something in your mouth.

## Tracce
Testi di Chad Kroeger, musiche dei Nickelback, eccetto dove indicato.
1. Something In Your Mouth (Chad Kroeger, Ryan Peake, Mike Kroeger, Daniel Adair, Robert John "Mutt" Lange) - 3:38
2. Burn It to the Ground - 3:31
3. Gotta Be Somebody- 4:13
4. I'd Come For You (C. Kroeger, Peake, M. Kroeger, Adair, Lange) - 4:22
5. Next Go Round - 3:45
6. Just to Get High - 4:00
7. Never Gonna Be Alone (C. Kroeger, Peake, M. Kroeger, Adair, Lange) - 3:47
8. Shakin' Hands (C. Kroeger, Peake, M. Kroeger, Adair, Lange) - 3:39
9. S.E.X. - 3:55
10. If Today Was Your Last Day - 4:08
11. This Afternoon (C. Kroeger, Peake, M. Kroeger, Adair, Lange) - 4:34

### Bonus tracks
1. This Afternoon (Original Performance Series)(C. Kroeger, Peake, M. Kroeger, Adair, Lange) - 3:26

## Formazione
- Chad Kroeger - voce, chitarra ritmica
- Ryan Peake - chitarra solista, seconda voce
- Mike Kroeger - basso
- Daniel Adair - batteria, cori

### Altri musicisti
- Timmy Dawson - chitarra addizionale
- Robert John "Mutt" Lange - cori e chitarra addizionale in Something in Your Mouth, I'd Come for You, Never Gonna Be Alone, Shakin' Hands, This Afternoon e This Afternoon (Original Performance Series)

## Classifiche
| Classifica (2008)                                 | Posizione |
| ------------------------------------------------- | --------- |
| U.S. Billboard 200                                | 2         |
| U.S. Billboard Top Rock Albums                    | 1         |
| U.S. Billboard Top Hard Rock Albums               | 1         |
| U.S. Billboard Top Modern Rock/Alternative Albums | 1         |
| U.S. Billboard Top Internet Albums                | 2         |
| Billboard Canadian Albums                         | 1         |
| Australian Albums Chart                           | 3         |
| New Zealand Albums Chart                          | 3         |
| Official Albums Chart                             | 4         |
| Germany Albums Chart                              | 4         |
| Austrian Albums Chart                             | 5         |
| Swiss Albums Chart                                | 5         |
| Swedish Albums Chart                              | 9         |
| Russian Albums Chart                              | 11        |
| Irish Albums Chart                                | 19        |
| Finnish Albums Chart                              | 19        |
| Netherlands Albums Chart                          | 25        |
| Italian Albums Chart                              | 26        |
| Belgium Albums Chart                              | 35        |
| Denmark Albums Chart                              | 37        |
| French Albums Chart                               | 112       |